# Storgatan, Växjö

Storgatan är den öst-västliga huvudgatan i Växjö stadskärna. Den går från korsningen mot Linnégatan i öster via Stortorget till infarten i väster vid Västra Mark.

## Historia

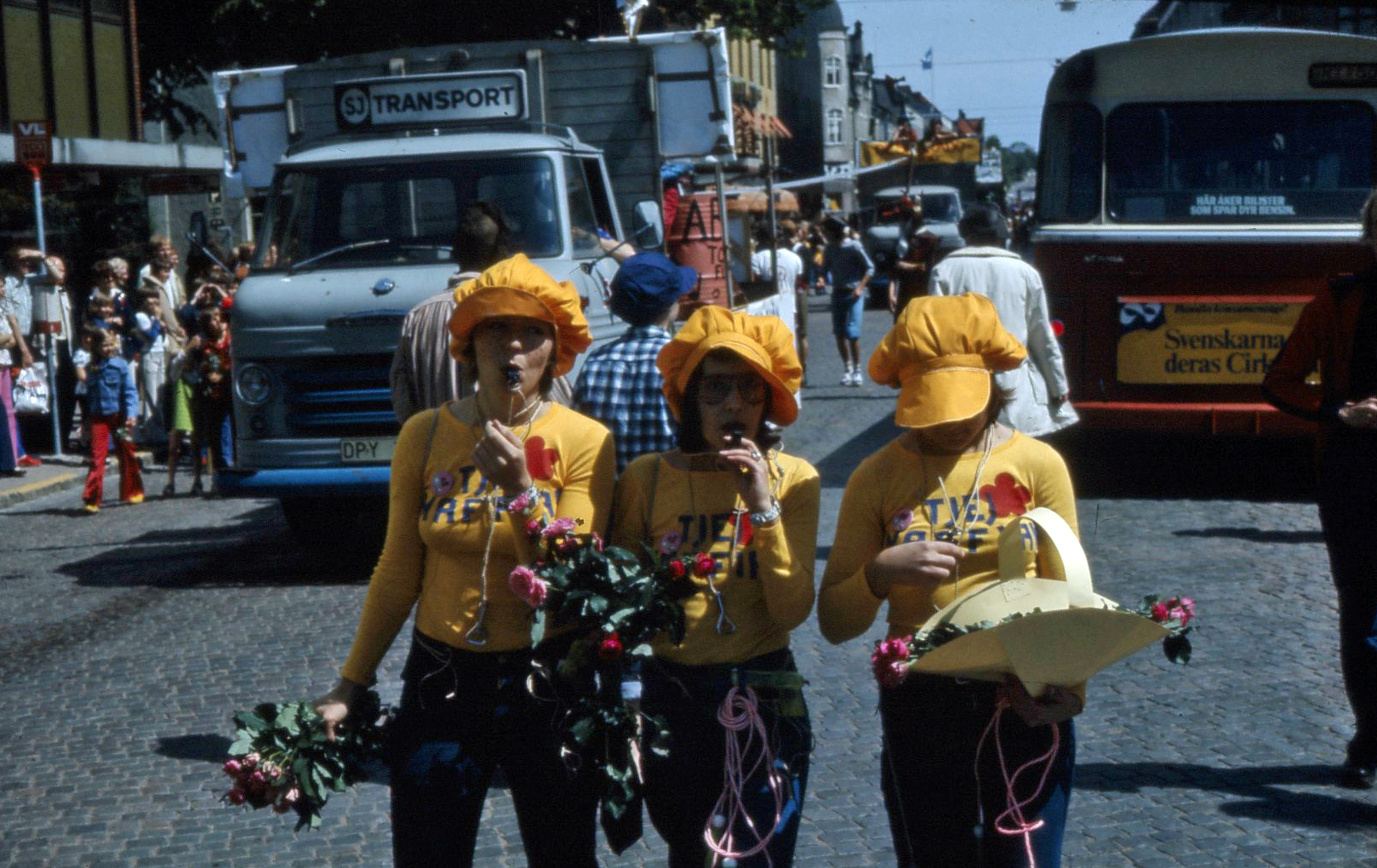
Teknikums karneval vid mitten av 1970-talet. Det årliga evenemanget drog tusentals åskådare till Storgatan

I stadens centrala delar har gatusträckningen sedan medeltiden haft en i stort sett bibehållen sträckning. I samband med den barocka stadsplanens tillkomst efter 1600-talets stadsbränder rätades gatan. 
Storgatan har länge varit stadens affärscentrum, och har bibehållit sin viktiga kommersiella roll trots tillkomsten av externa köpcentrum i stadens utkanter. Till 1980-talet gick riksväg 23 och riksväg 25 längs gatan. Sedan 1990-talet är delen mellan Oxtorget och Stortorget Sveriges förmodligen längsta gågata med en längd på 700 meter, torgen inte inräknade.
Gatan har under åren även varit platsen för demonstrationståg och parader, den största troligen Teknikums årliga karneval som under 1960- till 1980-talen lockade stor publik. Under 1970-talet arrangerades den årliga Växjöfestivalen längs Storgatan.

## Byggnader längs Storgatan
Byggnaderna räknas från stadskärnan (Stortorget) och västerut. 
- Landshövdingeresidenset vid Stortorgets norra sida
- Stadshotellet vid Stortorgets södra sida
- Villor ritade av Paul Boberg
- Gamla folkskoleseminariet
- Före detta soldathemmet
- Kronobergs regementes tidigare kaserner